# Hadena speyeri
Hadena speyeri är en fjärilsart som beskrevs av Felder 1874. Hadena speyeri ingår i släktet Hadena och familjen nattflyn. Inga underarter finns listade i Catalogue of Life.